# Saint-Laurent-de-Condel
Saint-Laurent-de-Condel é uma comuna francesa na região administrativa da Normandia, no departamento Calvados. Estende-se por uma área de 12,15 km². Em 2010 a comuna tinha 510 habitantes (densidade: 42 hab./km²).